# Thelebolus polysporus
Thelebolus polysporus är en svampart som först beskrevs av Petter Adolf Karsten, och fick sitt nu gällande namn av Otani & Kanzawa 1970. Thelebolus polysporus ingår i släktet Thelebolus och familjen Thelebolaceae.  Arten är reproducerande i Sverige. Inga underarter finns listade i Catalogue of Life.